# Olof Thörnell
Olof Thörnell (Trönö, 19 ottobre 1877 – Uppsala, 25 luglio 1977) è stato un generale svedese.
Egli fu il primo comandante supremo delle Forze Armate Svedesi dal 1939 al 1944: fino al 1939 quel potere era attribuito esclusivamente al re.